# La Planète de Donkey Kong
La Planète de Donkey Kong, anche noto con il nome di DKTV.cool, è stato un programma televisivo francese, trasmesso su France 2 dal 4 settembre 1996 al 1º settembre 2001, di genere contenitore e indirizzato alla visione di bambini e ragazzi.
Il programma era presentato dal gorilla dei videogiochi Donkey Kong (doppiato da Nicholas Savard L'Herbier), con la coproduzione di Mèlanie Angèlie e la comparsa di alcuni personaggi dei videogiochi della serie di Donkey Kong e della serie televisiva a cartoni animati Donkey Kong Country.

## Storia
La serie fu trasmessa dal 4 settembre 1996 fino al 1º luglio 2000 con il nome di La Planète de Donkey Kong, ma fu ribattezzato in DKTV.cool dopo l'abbandono di Mèlanie Angèlie. La serie continuò fino al 1º settembre 2001, per poi essere rimpiazzata da KD2A, una nuova serie contenitore, stavolta mirata anche al pubblico di adolescenti.

## Varianti
La trasmissione ebbe anche diverse varianti, soprattutto durante l'estate:
- Les Vacances de Diddy, in onda il sabato e la domenica intorno alle 7 del mattino, nell'estate del 1997.
- Donkey Kong plage, in onda il sabato alle 9:30 del mattino, nell'estate del 1997.
- DKTV stars, trasmesso durante le vacanze natalizie del 1998.
- Les vacances de DKTV, trasmesso durante le vacanze di inizio anno del 1999, con un sottotitolo corrispondente alla stagione (Tire fesses et passe montagne, Cloches d'avril et queues de poisson, Coups de soleil et crustacés).
- Diddy@tv.cool, chiamato anche con il nome di Diddy.cool, trasmesso il sabato e la domenica alle 7 del pomeriggio a partire dall'estate del 2000, per poi andare in onda ogni sabato alle 7:45 del pomeriggio per tutta la stagione televisiva 2000-2001.
- Vacances@dktv.cool, in onda durante l'estate del 2000, dopo Diddy@tv.cool.
- Petitsmatins.cool, a partire dall'estate del 2000.

## Serie trasmesse
Questo è un elenco delle serie e dei film trasmessi all'interno del contenitore La Planète de Donkey Kong:
- Halfway Across the Galaxy and Turn Left
- Le avventure del bosco piccolo
- Arthur
- The Adventures of Hyperman
- Allen Strange
- Super Mario
- Siamo fatti così
- Winnie the Pooh
- Braccio di Ferro
- Martin Matin
- Caillou
- Baby Looney Tunes
- SpongeBob
- Bob aggiustatutto
- Baby Folies
- Mille note in allegria con la Mozart Band
- The Baskervilles
- Beetlejuice - Spiritello porcello
- Hai paura del buio?
- Belfagor
- Les Bêtises de Denis
- Avventure ad High River
- Capitaine Fracasse
- Casper
- Piccoli brividi
- Sky Trackers
- Mystic Knights: quattro cavalieri nella leggenda
- Breaker High
- Ragazze a Beverly Hills
- Weird Science
- Cyrano 2022
- Dodo, le retour
- Les Enfantes de Toromiro
- Extreme Ghostbusters
- La famiglia Addams
- Family Dog
- Gli amici di papà
- Grand-mère est une sorcèrie
- Even Stevens
- Young Hercules
- Le avventure di Felix il gatto
- C'era una volta... l'uomo
- Il mondo segreto di Alex Mack
- Ivanhoë - Chevalier du roi
- Chi la fa, l'aspetti! - Iznogoud
- Sale e Pepe
- Jumanji
- Sweet Valley High
- Kenan & Kel
- Donkey Kong Country
- Un lupo mannaro americano a scuola
- Lupo Alberto
- Spellbinder
- Manu
- Max Steel
- Odd Man Out
- Le mille e una notte
- Che baby sitter questa mummia!
- Les Multoches !
- Esteban e le misteriose città d'oro
- Thunderstone
- Norman Normal
- Vacanze a sorpresa
- City Hunter
- Ocean Girl
- Parker Lewis
- Willy, il principe di Bel-Air
- Neteb - La principessa del Nilo
- Princesse Shéhérazade
- ReBoot
- Back to Sherwood
- Robinson Bignè
- Sabrina, vita da strega
- Kassai e Luk
- Simba: è nato un re
- Bayside School
- Free Willy
- Miami 7
- Sinbad
- Sister, Sister
- Le magiche Ballerine Volanti
- Student Bodies
- Tartarughe Ninja alla riscossa
- Insuperabili X-Men

## Premi e riconoscimenti
Nel 1999, la serie vince il 7 d'or per la migliore animazione e per il migliore spettacolo per bambini e ragazzi.